# Czechosłowacja na Letnich Igrzyskach Olimpijskich 1952
Czechosłowację na Letnich Igrzyskach Olimpijskich 1952 reprezentowało 99 zawodników, 86 mężczyzn i 13 kobiet.

## Zdobyte medale
| Medal  | Zawodnik | Dyscyplina    | Konkurencja                    | Rezultat   |
| ------ | --- | ------------- | ------------------------------ | ---------- |
| Złoto  | Emil Zátopek | Lekkoatletyka | Bieg na 5 000 m                | 14:06,6    |
| Złoto  | Emil Zátopek | Lekkoatletyka | Bieg na 10 000 m               | 29:17,0    |
| Złoto  | Emil Zátopek | Lekkoatletyka | Maraton                        | 2:23:03,2  |
| Złoto  | Dana Zátopková | Lekkoatletyka | Rzut oszczepem                 | 50,47 m    |
| Złoto  | Ján Zachara | Boks          | Waga piórkowa                  | [ 4 ]      |
| Złoto  | Josef Holeček | Kajakarstwo   | Jedynka – kanadyjka 1 000 m    | 4:56,3     |
| Złoto  | Karel Mejta Jiří Havlis Jan Jindra Stanislav Lusk Miroslav Koranda                                                  | Wioślarstwo   | Czwórka ze sternikiem          | 7:33,4     |
| Srebro | Josef Doležal | Lekkoatletyka | Chód na 50 km                  | 4:30:17,8  |
| Srebro | Jan Brzák Bohumil Kudrna                                                                                            | Kajakarstwo   | Dwójka – kanadyjka 1 000 m     | 4:42,9     |
| Srebro | Josef Růžička | Zapasy        | Waga ciężka w stylu klasycznym | [ 4 ]      |
| Brąz   | Alfréd Jindra | Kajakarstwo   | Jedynka – kanadyjka 10 000 m   | 57:33,1    |
| Brąz   | Eva Věchtová Alena Chadimová Jana Rabasová Božena Srncová Hana Bobková Matylda Šínová Věra Vančurová Alena Reichová | Gimnastyka    | Wielobój drużynowo             | 503,32 pkt |
| Brąz   | Mikuláš Athanasov                                                                                                   | Zapasy        | Waga lekka w stylu klasycznym  | [ 4 ]      |